# Te (kana)
て în hiragana sau テ în katakana, (romanizat ca te) este un kana în limba japoneză care reprezintă o moră. Caracterul hiragana este scris cu o singură linie, iar caracterul katakana cu trei linii. Kana て și テ reprezintă sunetul pronunție în japoneză [te].
Originea caracterelor て și テ este caracterul kanji 天.

## Variante
Kana て și テ se pot folosi cu semnul diacritic dakuten ca să reprezintă un alt sunet:
- で sau デ reprezintă sunetul pronunție în japoneză [de] (romanizate ca de)[2]

Caracterele て / テ și で / デ se pot combina cu caracterele minuscule pentru i (ぃ / ィ) ca să reprezintă sunete în cuvinte străine care nu există în limba japoneză:
- てぃ sau ティreprezintă sunetul pronunție în japoneză [ti] (romanizate ca ti)[2]
- でぃ sau ディreprezintă sunetul pronunție în japoneză [di] (romanizate ca di)

## Forme
| Formă                                   | Rōmaji     | Hiragana                     | Katakana                     |
| --------------------------------------- | ---------- | ---------------------------- | ---------------------------- |
| Fără semne diacritice: t- (た行 ta-gyō) | te         | て                           | テ                           |
| Fără semne diacritice: t- (た行 ta-gyō) | tei tee tē | てい, (てぃ) てえ, てぇ てー | テイ, (ティ) テエ, テェ テー |
| Cu semnul dakuten: d- (だ行 da-gyō)     | de         | で                           | デ                           |
| Cu semnul dakuten: d- (だ行 da-gyō)     | dei dee dē | でい, (でぃ) でえ, でぇ でー | デイ, (ディ) デエ, デェ デー |

| Romaji | Hiragana | Katakana |
| ------ | -------- | -------- |
| tya    | てゃ     | テャ     |
| ti     | てぃ     | ティ     |
| tyu    | てゅ     | テュ     |
| (tye)  | (てぇ)   | (テェ)   |
| tyo    | てょ     | テョ     |

| Romaji | Hiragana | Katakana |
| ------ | -------- | -------- |
| dya    | でゃ     | デャ     |
| di     | でぃ     | ディ     |
| dyu    | でゅ     | デュ     |
| (dye)  | (でぇ)   | (デェ)   |
| dyo    | でょ     | デョ     |

## Ordinea corectă de scriere
|                                      |
| Ordinea corectă de scriere pentru て |

|                                      |
| Ordinea corectă de scriere pentru テ |

## Alte metode de scriere
- Braille:

| ・・ ・－ |

- Codul Morse: ・－・－－